# Gwen Stefani
Gwen Renée Stefani (Fullerton, 3 de outubro de 1969) é uma cantora, compositora, atriz, produtora musical e designer de moda estadunidense. Ficou conhecida em 1995, como vocalista da banda No Doubt, com o sucesso do álbum Tragic Kingdom, que gerou os sucessos "Don't Speak", "Just a Girl" e "Spiderwebs". Durante o hiato da banda, Stefani embarcou em uma carreira solo, lançando seu primeiro álbum de estúdio, Love. Angel. Music. Baby. (2004). O álbum foi um sucesso comercial e de crítica, com vários singles de sucesso, incluindo, "What You Waiting For?", "Rich Girl" e "Hollaback Girl" e "Cool". "Hollaback Girl" chegou no primeiro lugar da parada estadunidense Billboard Hot 100 e tornou-se a primeira música a superar mais de um milhão de vendas digitais nos Estados Unidos.
Em 2006, Stefani lançou seu segundo disco solo, The Sweet Escape, que contou com os singles de sucesso "Wind It Up" e "The Sweet Escape", o último chegou ao segundo lugar na Billboard Hot 100. Após uma década, em 2016, lançou This Is What the Truth Feels Like, sendo esse seu primeiro álbum solo a alcançar o primeiro lugar na Billboard 200. Em 2017, lançou seu primeiro projeto de Natal, You Make It Feel Like Christmas. Em 2024, ela lançou seu quinto álbum de estúdio, Bouquet.
Durante a carreira, Stefani ganhou três Grammy Awards, quatro MTV Video Music Awards, quatro Teen Choice Awards, dois Billboard Music Awards, um American Music Award, um Brit Award, um World Music Award. Em maio de 2011, ela foi homenageada no Rock and Roll Hall of Fame, que celebrou mulheres que mudaram o rock and roll e a cultura americana. Em 2023, ela recebeu uma estrela na Calçada da Fama de Hollywood. A revista Billboard classificou-a na 37ª posição entre as artistas mais bem sucedidas no Hot 100, durante a década de 2000–2009. O canal VH1 colocou Gwen no 13º lugar na lista das "100 Maiores Mulheres na Música" em 2012. Incluindo seu trabalho com No Doubt, Stefani já vendeu mais de 60 milhões de gravações em todo o mundo.

## Biografia

### Infância, adolescência e educação
Gwen Renée Stefani nasceu em 3 de outubro de 1969, em Fullerton, Califórnia, e foi criada como católica nas proximidades de Anaheim. Seu primeiro nome vem de uma personagem comissária de bordo do romance Airport de 1968, e seu nome do meio, Renée, vem da versão de 1968 do Four Tops da canção de 1966 do Left Banke, "Walk Away Renée". Seu pai, Dennis Stefani, é ítalo-americano e trabalhou como executivo de marketing da Yamaha. Sua mãe, Patti (nascida Flynn) é irlandesa-americana e trabalhou como contadora antes de se tornar dona de casa. Os pais de Stefani eram fãs de música folk e a expuseram a músicas de artistas como Bob Dylan e Emmylou Harris. Stefani possui dois irmãos mais novos, Jill e Todd, e um irmão mais velho, Eric, que fundou o No Doubt.
Após o ensino médio, ela frequentou o Cypress College, e então se transferiu para a Universidade Estadual da Califórnia, mas desistiu quando começou a fazer sucesso.

## Carreira artística

### 1986–2003: Sucesso com o No Doubt
A banda No Doubt, começou com seu irmão Eric Stefani e um amigo dele, John Spence. Em 1986, Eric convidou Gwen, que frequentava os ensaios, para ser a vocalista. Pouco tempo depois, Tony, Adrian e Tom se juntaram à banda. Em 1991, a banda assinou contrato com a Interscope Records, e lançou seu álbum de estreia autointitulado em 1992, mas seu estilo ska-pop não obteve muito sucesso devido à popularidade do grunge. Em 1994, Stefani fez sua primeira aparição sem a banda, na música "Saw Red" da banda Sublime, do álbum de 1994, Robbin' the Hood.
Em 25 de março de 1995, a banda lançou seu segundo álbum de estúdio The Beacon Street Collection, de forma impendente. O sucesso comercial veio em outubro de 1995, com lançamento do terceiro álbum, Tragic Kingdom, que alcançou o primeiro lugar na Billboard 200. Sete singles foram lançados incluindo  "Just a Girl"  e "Don't Speak", o último liderou a parada de final de ano do Hot 100 Airplay de 1997. Stefani deixou a Universidade Estadual da Califórnia por um semestre para fazer uma turnê promocional do álbum, mas não retornou, já que a turnê durou dois anos e meio. O álbum foi indicado ao Grammy Awards de Melhor Álbum de Rock, e vendeu mais de 16 milhões de cópias em todo o mundo.
Em 2000, a banda lançou o seu quarto álbum de estúdio, Return of Saturn. No mesmo ano, a revista Rolling Stone a nomeou como "A Rainha do Pop Confessional". O álbum da banda de 2001, Rock Steady, explorou mais sons de reggae e dancehall, gerando as posições mais altas da banda nas paradas de singles nos Estados Unidos, e com "Hey Baby" e "Underneath It All" venceram o Grammy de Melhor Performance Vocal Pop por uma Dupla ou Grupo. Nesse tempo, Stefani colaborou com a rapper Eve no single "Let Me Blow Ya Mind", que chegou a segunda posição da Billboard Hot 100. O videoclipe venceu a categoria de Melhor Vídeo Feminino no MTV Video Music Awards de 2001, e em 2002, a dupla ganhou um Grammy de "Melhor Dueto de Rap" pela música.
A coletânea de sucessos do No Doubt, The Singles 1992–2003, foi lançada em 2003, e alcançou a segunda posição na Billboard 200, sendo certificada com platina dupla nos Estados Unidos. O álbum trouxe um único single, um cover de "It's My Life" da banda Talk Talk, que atingiu o top 10 da Billboard Hot 100.

### 2004–2005: Carreira Solo

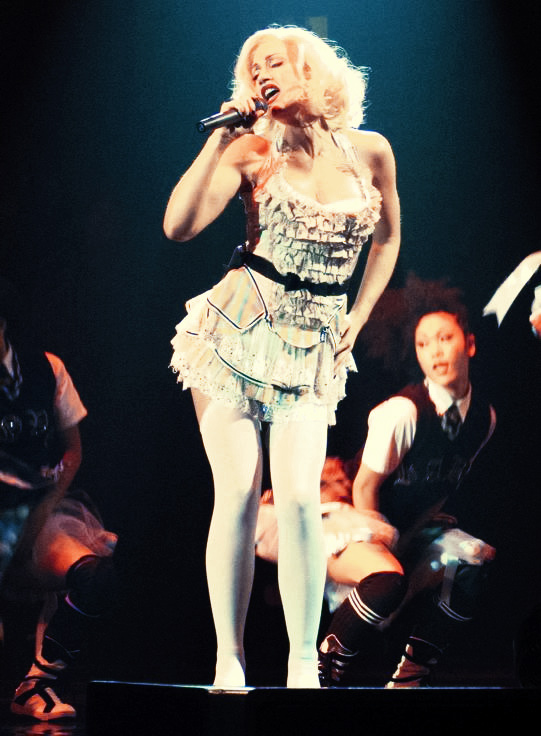
Stefani cantando "What You Waiting For?" durante a Harajuku Lovers Tour em 2005

Em 2004, Stefani deu um tempo ao No Doubt para se dedicar a sua carreira solo. Com faixas produzidas por um time de primeiro escalão, como Andre 3000 e Dr. Dre, Wendy & Lisa, ex-integrantes da banda de Prince, Martin Gore do Depeche Mode, Pharrell Williams e Linda Perry. Stefani criou o álbum para modernizar as músicas que ela ouvia na década de 1980, como new wave, synth-pop, electro e dance music; Ela  também quis ressaltar o seu amor pela cultura japonesa, introduzindo as "Harajuku Girls", um cortejo de quatro mulheres japonesas, as quais Stefani se refere como uma invenção de sua imaginação. As Harajuku Girls são citadas em várias canções, incluindo uma dedicada totalmente a elas. Elas aparecem na maioria dos videoclipes produzidos para o álbum, assim como nas apresentações de divulgação e na turnê.
Lançado em 22 de novembro de 2004, o álbum Love. Angel. Music. Baby. estreou na sétima posição da Billboard 200, vendendo 309 mil cópias em sua primeira semana, e chegou ao 5º lugar na parada, em junho de 2005. A RIAA, certificou o álbum como platina tripla em dezembro daquele ano, por três milhões de cópias vendidas no país. Além dos EUA, o álbum alcançou o status de multi-platina no Reino Unido, na Austrália, e no Canadá. O álbum obteve críticas positivas e recebeu seis nomeações ao Grammy Awards, em 2005 e 2006.
O primeiro single do álbum foi "What You Waiting For?", que estreou no topo da ARIA Singles Chart, alcançou a posição 47 na Billboard Hot 100 dos EUA e alcançou o top dez na maioria das outras paradas; A música discute seus medos em deixar o No Doubt para seguir carreira solo, bem como seu desejo de ter um filho. "Rich Girl" foi lançada como o segundo single, em mais uma parceria com a rapper Eve; Produzido por Dr. Dre, a música é uma adaptação de "If I Were a Rich Man", do musical Fiddler on the Roof. A canção alcançou o top dez dos EUA e do Reino Unido. O terceiro single do álbum, "Hollaback Girl", tornou-se o primeiro single número um de Stefani nos EUA e o segundo na Austrália, sendo um sucesso no mundo todo, e também foi o primeiro single a vender mais de um milhão de cópias em download digital nos EUA. "Cool" foi lançado como o quarto single, alcançando o top 20 nos EUA e no Reino Unido. A letra da música retrata seu antigo relacionamento com Kanal; O videoclipe foi filmado no Lago de Como. "Luxurious" foi lançado como o quinto single, seguido de "Crash" que foi lançado em janeiro de 2006. Por fim, Love. Angel. Music. Baby. vendeu sete milhões de cópias mundialmente.
Ainda 2004, Stefani também fez sua estreia no cinema interpretando Jean Harlow no filme O Aviador, de Martin Scorsese. Scorsese, cuja filha era fã do No Doubt, mostrou interesse recíproco em escalar Stefani depois de ver sua foto em uma sessão de fotos inspirada em Marilyn Monroe para a Teen Vogue em 2003. Para se preparar para o papel, Stefani leu duas biografias e assistiu 18 filmes de Harlow. A filmagem de sua parte levou cinco dias e Stefani teve poucas falas.

### 2006–2007:The Sweet Escape

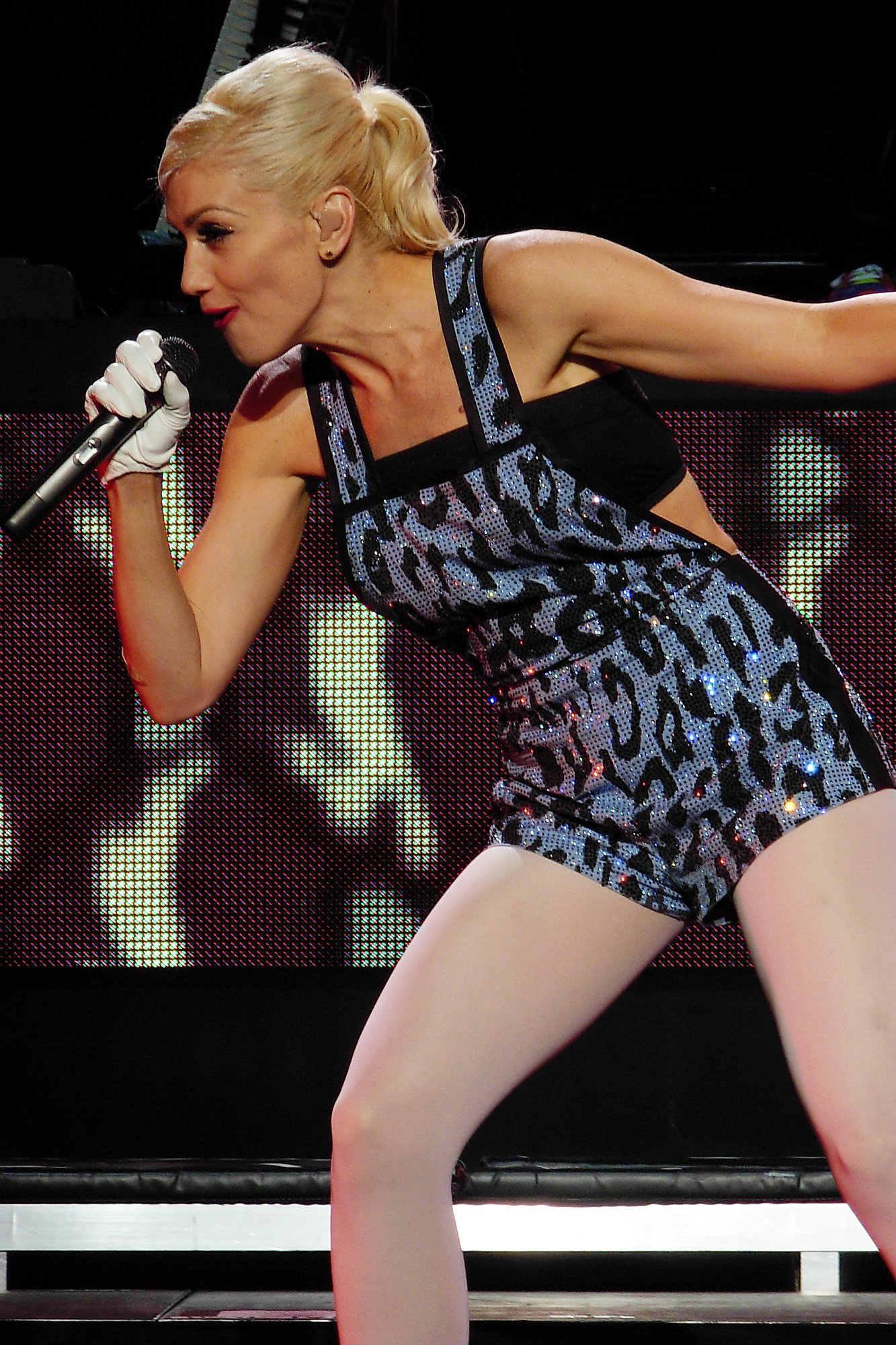
Stefani durante a The Sweet Escape Tour em 2007.

Gwen voltou ao estúdio após o nascimento de seu primeiro filho Kingston James, para gravar seu segundo álbum solo, que se assemelha musicalmente ao seu antecessor, mas com um foco maior na música dance-pop. O primeiro single "Wind It Up", foi produzido por Pharrell Williams e foi inspirado no filme The Sound of Music; Ele chegou ao top 10 da Billboard Hot 100 e também no Reino Unido. O segundo single que leva o nome do álbum "The Sweet Escape", foi uma parceria com Akon, e tomou conta de todas as paradas musicais naquele ano, chegando ao segundo lugar na Hot 100. A música ainda lhe rendeu uma indicação ao Grammy de "Melhor Colaboração Pop".
O álbum "The Sweet Escape" foi lançado em 1 de dezembro de 2006, e estreou em terceiro lugar na Billboard 200, vendendo 243 000 cópias em sua primeira semana. O terceiro single escolhido "4 in the Morning", foi uma balada que Gwen escreveu quando estava grávida. Em setembro de 2007, saiu o quarto single "Now That You Got It", uma parceria com Damian Marley, e em janeiro de 2008 saiu o quinto single, a balada "Early Winter". O álbum recebeu certificação de platina dupla nos EUA, na Austrália e no Canadá. Também foi certificado como platina pela BPI no Reino Unido; Ao todo vendeu mais de 3 milhões de cópias mundialmente.
Na mesma semana do lançamento do álbum, também foi lançado o primeiro DVD ao vivo de Stefani, com o registro de sua primeira turnê, intitulada Harajuku Lovers Live.
Em abril de 2007, Gwen saiu em turnê com a "The Sweet Escape Tour", com o Akon como ato de abertura; A turnê passou pela América do Norte, Austrália, Ásia, Europa e parte da América Latina.

### 2008–2013: Retorno ao No Doubt

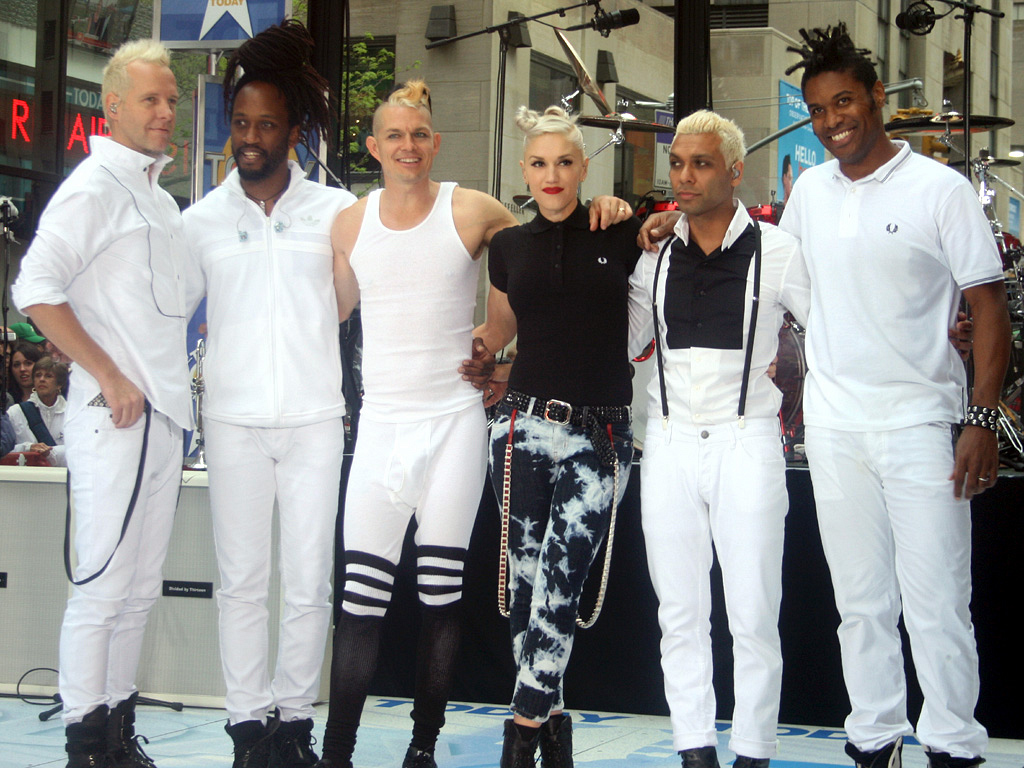
No Doubt no programa Today Show em 2009.

Em março de 2008, Gwen anunciou estar voltando para a banda No Doubt, e escrevendo canções para um novo álbum, mas que o processo seria lento, pois estava grávida de seu segundo filho. Em 2009, a banda anunciou que começaria uma turnê de verão pelos Estados Unidos, enquanto finalizavam o novo álbum.
Em junho de 2012, o No Doubt anunciou o primeiro single do novo álbum, "Settle Down", e que seria lançado em 16 de julho. O single foi apresentado ao vivo pela primeira vez durante o Teen Choice Awards 2012, e chegou ao 34º lugar na Billboard Hot 100. Em 21 de setembro de 2012, foi lançado o álbum "Push and Shove", chegando a terceira posição da Billboard Hot 200, com 115 000 cópias vendidas em sua primeira semana. 
Em 2 de novembro de 2012, foi lançado o videoclipe de "Looking Hot", que foi retirado do ar logo em seguida, depois de receber comentários negativos de que a representação no vídeo era insensível aos nativos americanos. A divulgação do álbum foi abandonada e em outubro de 2013, Tom anunciou pelo Twitter que a banda estaria entrando em hiato novamente.

### 2014–2016:The VoiceeThis Is What the Truth Feels Like
Em abril de 2014, Gwen e Pharrell Williams fizeram uma aparição surpresa no Coachella, cantando "Hollaback Girl". Eles foram técnicos da 7ª temporada do programa The Voice. Em 20 de outubro, Gwen lançou o primeiro single de seu novo álbum, "Baby Don't Lie", que alcançou a posição 46 na Billboard Hot 100; Em dezembro de 2014, ela lançou o segundo single, "Spark The Fire", porém, ambas as faixas acabaram sendo descartadas de seu terceiro álbum, já que Stefani descartou todo o material gravado, alegando que as músicas pareciam inautênticas, o oposto do que ela queria originalmente. No mesmo ano, ela também fez uma participação na faixa "My Heart Is Open", do álbum V, do Maroon 5.
No começo de 2015, ela participou da faixa "Kings Never Die", da trilha sonora do filme Southpaw, juntamente com o rapper Eminem; A canção alcançou a posição 80 na Billboard Hot 100. Em outubro de 2015, Stefani lançou um novo single, "Used to Love You", que teve como temática o fim do seu casamento com o vocalista da banda Bush, Gavin Rossdale. A faixa é o se tornou o primeiro single oficial do novo álbum; O segundo single, "Make Me Like You", foi lançado em 12 de fevereiro de 2016.
Seu terceiro álbum solo intitulado, This Is What the Truth Feels Like, foi finalmente lançado em 18 de março de 2016, e estreou em primeiro lugar na Billboard 200 com 84.000 unidades vendidas em sua primeira semana, rendendo a Stefani seu primeiro álbum número um na parada como artista solo. No mesmo ano, Stefani embarcou em uma turnê pelos EUA com a rapper Eve; E também dublou a personagem DJ Suki na animação Trolls, participando de cinco faixas da trilha sonora do filme. Ela também participou ao lado de outros famosos de uma música tributo às vítimas do massacre de Orlando.

### 2017–2022: Álbum Natalino, Residência em Las Vegas e Retorno ao The Voice

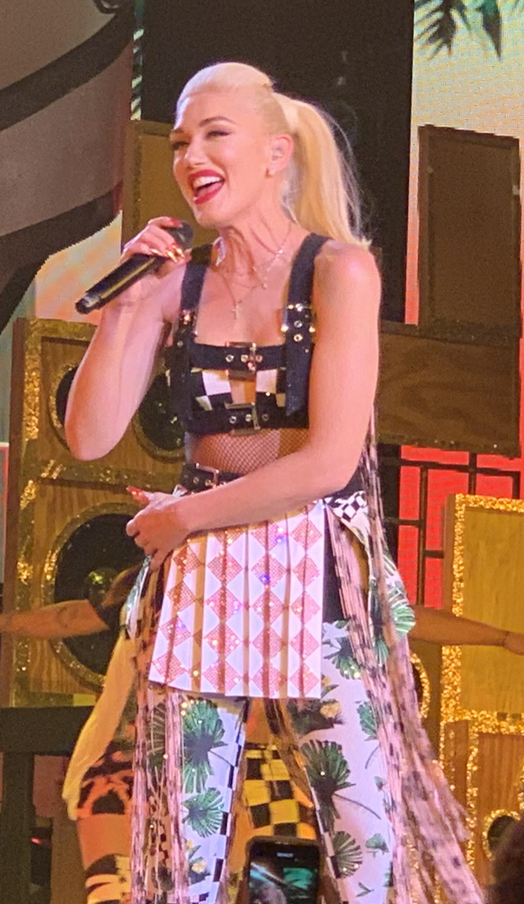
Gwen cantando "Underneath It All" durante sua residência em Las Vegas em 2018.

Em em 6 de outubro de 2017, Stefani lançou seu primeiro álbum natalino intitulado You Make It Feel Like Christmas. Para promover o álbum, ela fez um especial de natal que levou o mesmo nome do álbum, e foi exibido pela NBC, em 12 de dezembro de 2017.
A primeira residência de concerto de Stefani em Las Vegas, intitulada "Just a Girl: Las Vegas", começou em 27 de junho de 2018, no Zappos Theatrre. Uma edição deluxe de seu álbum natalino foi lançada em outubro de 2018, e foi promovida através do single "Secret Santa". Em 2019, Stefani participou do single de seu marido Blake Shelton "Nobody but You". A música alcançou a posição 18 na Billboard Hot 100. Ela também retornou ao The Voice, substituindo Adam Levine na 17ª temporada.
Sua residência  em Las Vegas estava originalmente programada para terminar em 16 de maio de 2020, mas os oito shows finais foram adiados devido à pandemia de COVID-19. A residência foi concluída em 6 de novembro de 2021. Em 2020, ela retorna ao The Voice na 19ª temporada como substituta de Nick Jonas. Seu finalista Carter Rubin foi o vencedor da temporada, dando a ela a primeira vitória como técnica. Em 7 de dezembro de 2020, Stefani lançou seu single solo "Let Me Reintroduce Myself". Em 11 de março de 2021, ela lançou o single "Slow Clap", que recebeu um remix e um videoclipe com a rapper Saweetie. Em 2022, ela participou do single "Light My Fire" de Sean Paul, e também apareceu em seu videoclipe.

### 2023–presente: Calçada da Fama eBouquet
Em 2023, Stefani recebeu uma estrela na Calçada da Fama de Hollywood, e foi introduzida no Hall da Fama inaugural do Condado de Orange.
Em 9 de fevereiro de 2024, Stefani e Blake Shelton lançaram o dueto, 'Purple Irises', primeiro single de seu quinto álbum de estúdio, Bouquet, lançado em 15 de novembro de 2024.

## Outros Empreendimentos

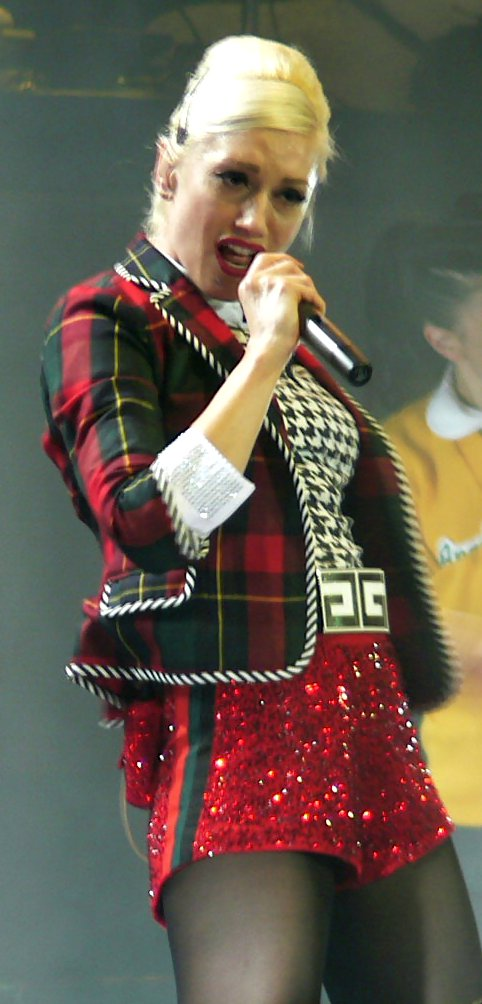
Stefani se apresentando em maio de 2007.

Stefani fez a maior parte das roupas que ela vestiu no palco com o No Doubt, resultando em combinações cada vez mais ecléticas. A estilista Andrea Liberman a introduziu à vestuário de alta costura, o que levou Stefani a criar uma linha de roupas chamada L.A.M.B. em 2004. A linha é influenciada por várias modas, incluindo os estilos guatemaltecos, japoneses e jamaicanos. A linha atingiu popularidade entre celebridades e é vestida por estrelas como Teri Hatcher, Nicole Kidman e pela própria Stefani.
Em junho de 2005, ela expandiu sua coleção com a linha Harajuku Lovers, a qual ela se referia como uma "linha de merchandising glorificada", com produtos variados, incluindo câmeras, artigos para pendurar no celular e lingerie. No fim de 2006, Stefani lançou uma edição limitada de uma linha de bonecas chamada "Love. Angel. Music. Baby. Fashion Dolls". As bonecas são inspiradas por várias roupas que Stefani e as Harajuku Girls usaram enquanto faziam a turnê do álbum. No segundo semestre de 2007, Stefani lançou uma fragrância, L, sua primeira, como parte de sua linha L.A.M.B. de roupas e acessórios. O perfume possui toques de ervilha e rosa. Em setembro de 2008, Stefani lançou uma linha de fragrâncias como parte de sua linha de produtos Harajuku Lovers. São cinco fragrâncias diferentes baseadas nas quatro Harajuku Girls e na própria Stefani chamadas Love, Lil' Angel, Music, Baby e G (Gwen).
Em janeiro de 2011, Stefani se tornou a porta-voz da L'Oréal Paris. Em 2016, Gwen começou a lançar óculos sob sua marca de moda L.A.M.B. Ela também começou a lançar óculos acessíveis sob a marca GX, com a Tura Inc.
Em março de 2022, ela lançou uma marca de maquiagem chamada GXVE Beauty.

## Imagem pública

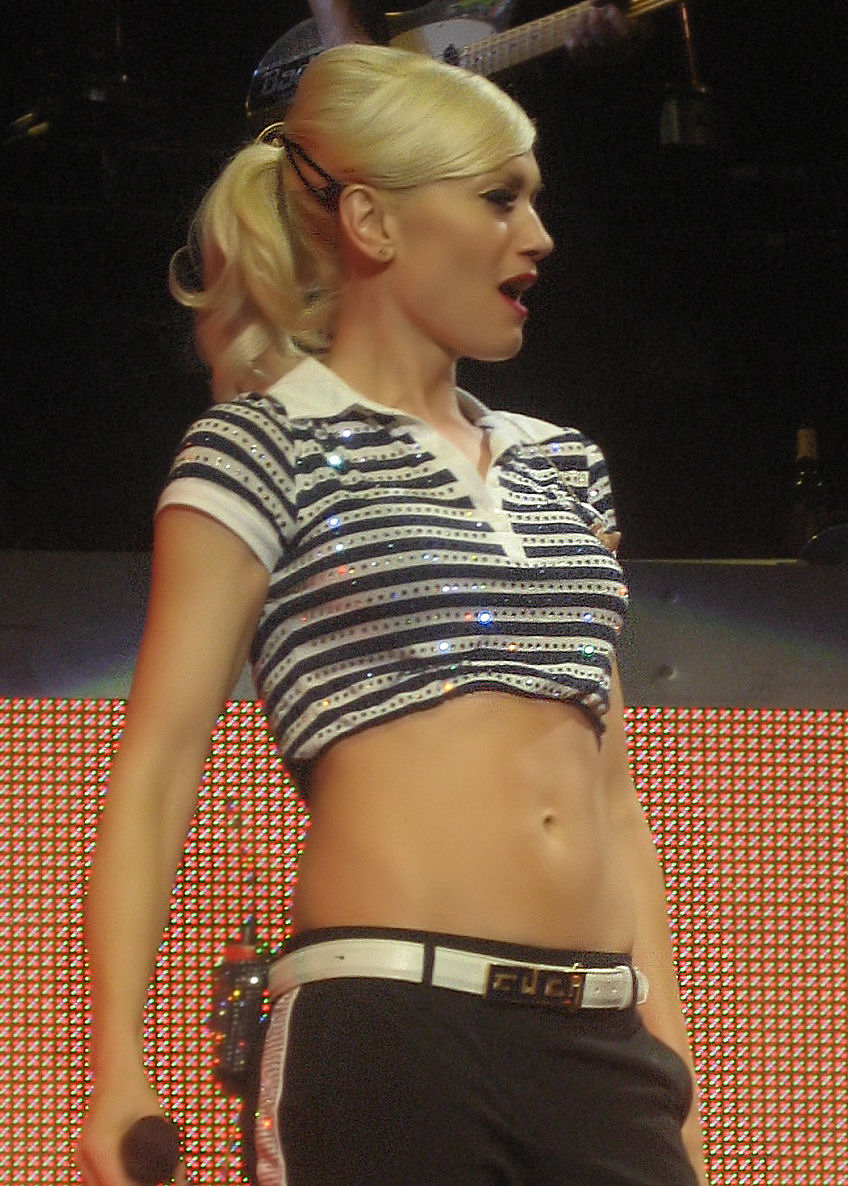
Stefani se apresentando em 2007 em Massachusetts, nos Estados Unidos.

Stefani é frequentemente identificada por sua aparência única. Ela começou a usar um bindi na metade da década de 1990 após participar de várias reuniões familiares com Kanal, que é de origem indiana. Durante o sucesso do No Doubt, Stefani usava o adereço na testa em vários dos videoclipes da banda e popularizou o acessório por um curto período em 1997. Atraindo atenção pela primeira vez em 1995, no clipe de "Just a Girl", Stefani é conhecida por sua "barriga de fora" e frequentemente veste camisetas que a expõem. A maquiagem de Stefani geralmente inclui pó facial leve, batom vermelho claro e sobrancelhas arqueadas; ela escreveu sobre o assunto em uma canção chamada "Magic's in the Makeup" do álbum Return of Saturn, perguntando "Se a magia está na maquiagem/ então quem sou eu?".
Stefani é morena, mas não usa seu cabelo natural desde a nona série. Desde então, seu cabelo é loiro-platinado. Stefani discutiu isso na canção "Platinum Blonde Life" do álbum Rock Steady. Stefani também pintou seu cabelo de azul em 1998 e de rosa em 2000, aparecendo na capa de Return of Saturn com o cabelo dessa cor.
Em 2006, Stefani modificou sua imagem inspirada em Elvira Hancock, uma prostituta viciada em cocaína interpretada por Michelle Pfeiffer no filme Scarface de 1983. A imagem reinventada inclui um símbolo que consiste de dois "G" espelhados, que aparecem uma chave encrustada de diamantes que ela veste em um colar. O "G" tornou-se, desde então, um símbolo utilizado com bastante freqüência na promoção do álbum The Sweet Escape. Stefani causou preocupação em janeiro de 2007, após sua rápida perda de peso após a gravidez. Ela declarou ter perdido o peso através de dieta e exercícios, mas admitiu estar obcecada com a balança devido à "tendência tamanho 30".  Suas roupas também são influenciadas pela moda japonesa, em um estilo descrito como uma combinação entre Christian Dior e o Japão. Uma estatua de cera de Stefani foi inaugurada no Madame Tussauds de Las Vegas em 22 de setembro de 2010.
A revista Forbes informou que Stefani ganhou US$ 27 milhões de dólares entre junho de 2007 e junho de 2008 por sua turnê, linha de moda e comerciais, tornando-a a décima personalidade musical mais bem paga do mundo na época.

## Vida Pessoal

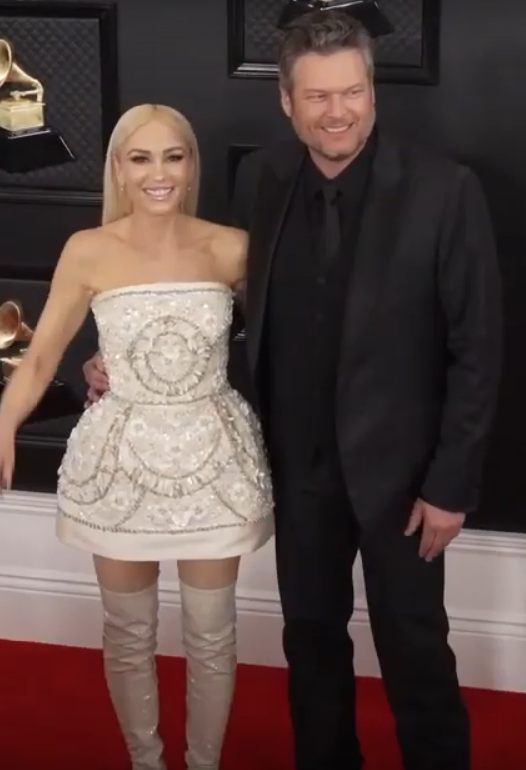
Gwen e seu marido Blake Shelton no tapete vermelho do Grammy Awards de 2020.

Stefani começou a namorar seu companheiro de banda Tony Kanal logo depois que ele entrou para a banda. O rompimento inspirou Stefani liricamente em muitas das canções do Tragic Kingdom.
Ela conheceu o vocalista e guitarrista da banda Bush, Gavin Rossdale, em 1995; Eles se casaram em 14 de setembro de 2002, em St Paul's, Covent Garden, em Londres. Um segundo casamento foi realizado em Los Angeles duas semanas depois. Stefani teve três filhos com Rossdale, nascidos em 26 de maio de 2006, 21 de agosto de 2008 e Apolo, nascido em 28 de fevereiro de 2014. Em 3 de agosto de 2015, Stefani pediu o divórcio, citando "diferenças irreconciliáveis". O divórcio foi finalizado em 8 de abril de 2016, no qual Rossdale concordou com a "divisão desigual" de seus bens.
Stefani anunciou seu relacionamento com o cantor country e seu colega em The Voice, Blake Shelton, em novembro de 2015. O casal anunciou o noivado em 27 de outubro de 2020 e se casou em 3 de julho de 2021, em uma capela no rancho de Shelton em Oklahoma.
Em 2016, quando questionada em uma entrevista sobre como ela reagiria se um de seus filhos se assumisse gay, Stefani declarou: "Eu seria abençoada com um filho gay; [...] Eu só quero que meus meninos sejam saudáveis e felizes. E eu só peço a Deus que me guie para ser uma boa mãe".

## Discografia
| Álbuns de estúdio solo - Love, Angel, Music, Baby (2004) - The Sweet Escape (2006) - This Is What the Truth Feels Like (2016) - You Make It Feel Like Christmas (2017) - Bouquet (2024) | Álbuns de estúdio com No Doubt - No Doubt (1992) - The Beacon Street Collection (1995) - Tragic Kingdom (1995) - Return of Saturn (2000) - Rock Steady (2001) - Push and Shove (2012) |

## Turnês
Atração principal
- Harajuku Lovers Tour (2005)
- The Sweet Escape Tour (2007)
- This Is What the Truth Feels Like Tour (2016)

Residência
- Gwen Stefani – Just a Girl (2018–2021)

Promocional
- MasterCard Priceless Surprises Presents Gwen Stefani (2015–2016)
- Irvine Meadows Amphitheatre Final Shows (2016)

## Filmografia

### Cinema
| Ano  | Título                                   | Personagem  | Notas                                                              |
| ---- | ---------------------------------------- | ----------- | ------------------------------------------------------------------ |
| 2001 | Zoolander                                | Ela mesma   | Cameo                                                              |
| 2004 | O Aviador                                | Jean Harlow | Nominada — Prémio Screen Actors Guild para melhor elenco em cinema |
| 2005 | Fashion Rocks                            | Ela mesma   | Documentário                                                       |
| 2005 | Brain Fart                               | Ela mesma   | Documentário                                                       |
| 2011 | Everyday Sunshine: The Story of Fishbone | Ela mesma   | Documentário                                                       |
| 2015 | Through the Eyes of Faith                | Ela mesma   | Documentário                                                       |
| 2016 | Trolls                                   | DJ Suki     | Voz                                                                |
| 2017 | The Defiant Ones                         | Ela mesma   | Documentário                                                       |
| 2024 | Piece by Piece                           | Ela mesma   | Voz                                                                |

### Televisão
| Ano                          | Título                                         | Personagem               | Notas                                                                              |
| ---------------------------- | ---------------------------------------------- | ------------------------ | ---------------------------------------------------------------------------------- |
| 1996–2016                    | Saturday Night Live                            | Convidada musical        | 6 episódios                                                                        |
| 2000–2001                    | Behind the Music                               | Ela mesma                | 2 episódios                                                                        |
| 2000–2002                    | Making the Video                               | Ela mesma                | 2 episódios                                                                        |
| 2001                         | King of the Hill                               | Ela mesma (sem No Doubt) | Episódio "Kidney Boy e Hamster Girl: Uma História de amor" (5.20)                  |
| 2002                         | Dawson's Creek                                 | Ela mesma (sem No Doubt) | Episódio: "Spiderwebs" (6.8)                                                       |
| 2009                         | Gossip Girl                                    | Vocalista da Snowed Out  | Episódio "Valley Girls" (2.24)                                                     |
| 2013                         | Portlandia                                     | Ela mesma (sem No Doubt) | Episódio: "Nina's Birthday" (3.4)                                                  |
| 2014–15 2017 2019–20 2022–24 | The Voice                                      | Ela mesma                | Técnica (temporadas 7, 9, 12, 17, 19, 22, 24, 26); conselheira (temporadas 8 e 10) |
| 2017                         | Gwen Stefani's You Make It Feel Like Christmas | Ela mesma                | Especial de Natal                                                                  |
| 2021                         | Blake & Gwen: Now & Then                       | Ela mesma                | Documentário                                                                       |

### Vídeo game
| Ano  | Título    | Personagem | Notas           |
| ---- | --------- | ---------- | --------------- |
| 2004 | Malice    | Malice     | Voz; descartada |
| 2009 | Band Hero | Narradora  | Voz             |